# Норітаке Кен
Норітаке Кен (яп. 則武 謙, нар. 18 липня 1922 — пом. 6 березня 1994) — японський футболіст, що грав на позиції нападника.

## Клубна кар'єра
Грав за команду Nippon Yusen.

## Виступи за збірну
Дебютував 1951 року в офіційних матчах у складі національної збірної Японії. У формі головної команди країни зіграв 1 матч.

## Статистика
Статистика виступів у національній збірній.
| Збірна Японії | Збірна Японії | Збірна Японії |
| Роки          | Ігри          | голи          |
| ------------- | ------------- | ------------- |
| 1951          | 1             | 0             |
| Усього        | 1             | 0             |

## Титули і досягнення
- Бронзовий призер Азійських ігор: 1951